# Sân vận động Best Denki
Sân vận động Best Denki (ベスト電器スタジアム) (tên chính thức: Sân vận động bóng đá Higashi-Hirao Park Hakatanomori (東平尾公園博多の森球技場)) là một sân vận động bóng đá nằm ở quận Hakata Ward, thành phố Fukuoka, Nhật Bản.
Nơi đây là sân nhà của câu lạc bộ Avispa Fukuoka thi đấu tại J1 League.